# Jean-Baptiste Gobel
Jean-Baptiste-Joseph Gobel (1. september 1727 i Thann i Elsass - 12. april 1794 i Paris ved henrettelse) var en fransk biskop. 
Som indehaver af en ledende kirkelig stilling i sin hjemstavn valgtes han af gejstligheden til deputeret til den konstituerende forsamling, hvor han indtog et temmelig yderliggående standpunkt. Som en af dem, der havde fremmet gejstlighedens civile konstitution, blev han 15. marts 1791 biskop af Paris. Under det stadig voksende anarki og stormløbet mod den kristne religion sank hans mod; 7. november 1793 nedlagde han for Konventets skranke sin biskoppelige værdighed, og uden at afsværge kristendommen udtalte han sig således om "frihed, lighed og moral" som samfundets egentlige basis, at han blev slået sammen med ateisterne og kom til at dele deres skæbne, da Robespierre vendte sig mod dem.